# بندبست پایین
بندبست پایین یک روستا در ایران است که در استان فارس واقع شده‌است. بندبست پایین ۵۶۲ نفر جمعیت دارد
1. hafez9943